# Rafał Kalinowski (pływak)
Rafał Kalinowski (ur. 16 stycznia 1997 r. w Białymstoku) – polski niepełnosprawny pływak.

## Życiorys
W 2014 roku wziął udział na mistrzostwach Europy w Eindhoven, występując w trzech konkurencjach. W dwóch z nich dopłynął do finału. Najlepszy wynik osiągnął na 100 metrów stylem klasycznym (SB9), zajmując szóste miejsce. Cztery lata później ponownie reprezentował Polskę na mistrzostwach Europy w Dublinie. Wówczas zajął w finale na 100 metrów stylem klasycznym (SB9) piątą pozycję oraz siódmą na 50 metrów stylem dowolnym (S10).
W 2019 roku zadebiutował na mistrzostwach świata w Londynie, zajmując siódme miejsce na 100 metrów stylem klasycznym (SB9).

## Wyniki
| Rok  | Zawody             | Miejscowość | Konkurencja                   | Wynik       | Pozycja    |
| ---- | ------------------ | ----------- | ----------------------------- | ----------- | ---------- |
| 2014 | Mistrzostwa Europy | Eindhoven   | 50 m stylem dowolnym (S10)    | 26,60 (el.) | 9. miejsce |
| 2014 | Mistrzostwa Europy | Eindhoven   | 100 m stylem dowolnym (S10)   | 57,31       | 8. miejsce |
| 2014 | Mistrzostwa Europy | Eindhoven   | 100 m stylem klasycznym (SB9) | 1:15,73     | 6. miejsce |
| 2018 | Mistrzostwa Europy | Dublin      | 50 m stylem dowolnym (S10)    | 26,60       | 7. miejsce |
| 2018 | Mistrzostwa Europy | Dublin      | 100 m stylem klasycznym (SB9) | 1:14,55     | 5. miejsce |
| 2019 | Mistrzostwa świata | Londyn      | 100 m stylem klasycznym (SB9) | 1:13,73     | 7. miejsce |
| 2021 | Mistrzostwa Europy | Madera      | 50 m stylem dowolnym (S10)    | 26,53 (el.) | 9. miejsce |
| 2021 | Mistrzostwa Europy | Madera      | 100 m stylem klasycznym (SB9) | 1:13,67     | 6. miejsce |
| 2021 | Mistrzostwa Europy | Madera      | 200 m stylem zmiennym (SM10)  | 2:35,11     | 9. miejsce |